# Mararison Island
Mararison Island ist eine Insel der Provinz Antique auf den Philippinen. Sie liegt vor der Westküste der Insel Panay in der Cuyo Est Passage, einem Seegebiet im Norden der Sulusee. Die Insel hat eine Fläche von ca. 0,65 km² und wird von der Stadtgemeinde Culasi aus verwaltet. Die Insel ist bewohnt; 1995 lebten dort 512 Einwohner. Nach der Volkszählung 2007 wurden 578 Einwohner registriert. Malalison Island ist eines der 44 Barangays (etwa Gemeindebezirke) der Stadt Culasi.
Mararison Island ist von zahlreichen Korallenriffen und Seegraswiesen umgeben. Vor ihrer westlichen Küste liegt die kleine Insel Nablag. Die zehn Korallenriffe bedecken eine Fläche von ca. 2,33 km², die Seegraswiesen bedecken eine Fläche von 20 Hektar. Das Gui-ob-Riff im Süden der Insel ist ein künstliches Riff, das zum Gui-ob-Schutzgebiet erklärt wurde. Die Korallenriffe im Norden der Insel ragen steil aus dem Meeresgrund auf, während die Riffe im Süden und Westen sich relativ flach mit moderaten Steigungen 5 bis 10 Meter bis zur Riffkrone erheben.